# Alpin (plantebælte)
 For alternative betydninger, se Alpin. (Se også artikler, som begynder med Alpin)
Alpin kan oversættes som forleddet alpe- eller bjerg-.
I geografi og økologi har ordet en mere præcis betydning, nemlig som betegnelse for det allerhøjeste plantebælte på bjergtoppene. Det alpine bælte svarer til (og har mange planter fælles med) tundrabæltet nær ved polerne.
På de høje bjerge finder man ofte planter og dyr, som ellers kun er udbredt i tundraområder. De har bredt sig ud over store områder under istiderne og har fundet refugier på toppe, som er så høje, at lokalklimaet svarer til den niche, de er tilpasset. Dette forhold fremkalder den spredning i levesteder, som kaldes disjunkt udbredelse.